# 서울치맥페스티벌
서울국제치킨&맥주 페스티벌(Seoul Chicken & Beer Festival)은 세계최대의 힐링축제이다.

## 개요
서울국제치킨&멕주페스티벌은 서울국제치킨&멕주페스티벌위원회 주최로 열리며 대한민국 서울 도심에서 저녁 시간에 시작된다.

## 특징
"서울 치킨 & 맥주 페스티벌"은 10월 중순 서울 도심에서 진행된다. 2000년대 초반 독자적이고 창조적인 대한민국 문화콘텐츠인 K-POP, 한국드라마, K-FOOD, 창작공연 등 소위 ‘한류 1세대’로 불렸던 콘텐츠들이 성숙기를 지나 쇠퇴기로 접어들고 있는 국면에서, 새로운 성장기를 맞이할 수 있는 ‘1.5세대’의 「신 한류 콘텐츠」로써 “치킨과 맥주의 조합”으로 대한민국을 식 문화를 해외에 알리기 위한 행사이다.
서울치킨 & 맥주 페스티벌은 유명 한류드라마의 “치맥”이라는 한류콘텐츠를 통하여 국내,외 치킨업체들의 국내시장 및 해외시장 진출을 교두보가 될것이며 국내뿐만 아니라 해외 관광객들의 거점 여행도시 서울에서 개최되는 세계인의과 함께한다.